# Rolf Blylods
Rolf Eric Blylods, född 7 januari 1928 i Grangärde församling, Kopparbergs län, död 3 oktober 2013 i Sofia församling, Stockholm, var en svensk konstnär.
Blylods studerade konst vid Otte Skölds målarskola, Académie Libre och vid Konstakademien i Stockholm samt under studieresor till Frankrike, Italien och England. Bland hans offentliga arbeten märks en monumentalmålning i läsesalongen på Kulturhuset, Stockholm och i Dalaregementets matsal i Falun. Hans konst består av stilleben, figurstudier och landskapsmålningar. Blylods är representerad vid Statens konstråd.